# Werner Koelman
Werner Emmanuel Jean Médard Valère Joseph Koelman (Antwerpen, 5 augustus 1890 - 24 november 1974) was een Belgisch advocaat, diplomaat en politicus voor het Katholiek Verbond van België.

## Levensloop
Koelman, stammend uit een familie van Zweedse oorsprong, promoveerde tot doctor in de rechten aan de KULeuven, waar hij lid werd van K.A.V. Lovania Leuven. 
Hij ontvluchtte België bij het begin van de Eerste Wereldoorlog en werd substituut van de procureur des Konings in Belgisch-Congo (1916-1917). Van 1918 tot 1924 was hij consul van Griekenland in Belgisch-Congo en hij trouwde met de Griekse Theodora Nicolaidis. Hij kwam toen naar België terug en in 1929 werd hij verkozen tot katholiek volksvertegenwoordiger voor het arrondissement Antwerpen, een mandaat dat hij tot in 1946 vervulde.
Tijdens de Tweede Wereldoorlog, na een moeizame vlucht doorheen Spanje en Portugal, verbleef hij vanaf december 1940 in Londen. Hij behoorde er tot de kleine groep parlementsleden die af en toe door de Belgische regering in ballingschap Pierlot V werd geraadpleegd. Vanaf 6 mei 1941 werkte hij op de directie economische zaken onder minister Camille Gutt en kreeg het diplomatiek statuut vanwege de Britse regering Churchill I. Hij behoorde tot de stichters op 13 mei 1941 van de Office Belge de Gestion et de Liquidation, die alle handelszaken behandelde die rezen tussen Belgen en Britten. Hij werd toen vermeld als advocaat.
Na de oorlog werkte hij verder mee aan de liquidatie van het Belgisch-Brits handelsakkoord binnen deze 'Office Belge', en was, samen met Jules Le Maire liquidator, van de laatste dossiers, totdat de organisatie in mei 1952 werd opgedoekt. Hij werkte nog verder in Antwerpen als advocaat, gespecialiseerd in maritieme zaken.